# Sigmund Bakala
Sigmund Bakala (ur. 12 czerwca 1925 we wsi Lipová (okres Holešov, dzis. Přerov), zm. 4 września 1951 w Pradze) – czeski działacz antykomunistycznego ruchu oporu, ofiara stalinowskiego terroru. 

## Życiorys
Pochodził z rodziny katolickiej. Był synem Sigmunda Bakaly i Zofii z d. Pavlíčkovéj. W czasie II wojny światowej czynnie pomagał partyzantom antyfaszystowskiego ruchu oporu. Po zakończeniu wojny wstąpił do Straży Ochrony Pogranicza i służył na granicy czechosłowacko-niemieckiej. W 1945 wstąpił do Komunistycznej Partii Czechosłowacji, ale wkrótce z niej wystąpił jako przeciwnik kolektywizacji rolnictwa. W kwietniu 1946 związał się z jednym z oddziałów antykomunistycznych działających w Górach Hostyńskich. Do oddziału dołączali ci, którym udało się uciec przed prześladowaniami prowadzonymi przez funkcjonariuszy Służby Bezpieczeństwa. Dowódcą oddziału został pod koniec 1949 kpt „Vlk” (Miloslav Pospíšil). Celem ataków oddziału byli funkcjonariusze Służby Bezpieczeństwa i współpracownicy władz komunistycznych. Oddziałowi udało się przetrwać bez większych strat do 1951.
W zimie 1950/1951 żołnierze oddziału ukrywali się w chłopskich domach. Sigmund Bakala został ujęty wraz ze swoim przyjacielem Vladimírem Rajnochem we wsi Kladniky k. Lipnika nad Bečvou. Osadzony w więzieniu w Uherskim Hradiště został oskarżony o zabójstwo urzędnika Jindřicha Grygara w Holešovie, a także o napad rabunkowy na przewodniczącego JZD w Šišmie Josefa Šípka.
Proces pokazowy Sigmunda Bakaly i 24 innych uczestników antykomunistycznego ruchu oporu odbył się w dniach 22-26 maja 1951 w budynku teatru w Gottwaldovie (dzis. Zlin). Obradom przewodniczył sędzia Vladimír Podčepický, oskarżonym przedstawiono zarzut prowadzenia działalności zbrojnej zmierzającej do obalenia demokratycznych władz. Czterech oskarżonych, w tym Bakalę skazano na karę śmierci. Wniosek u ułaskawienie złożony przez obrońcę Jaroslava Danka został 4 lipca 1951 odrzucony przez Sąd Najwyższy. Sigmund Bakala został stracony przez powieszenie 4 września 1951 w praskim więzieniu Pankrác. 